# Maria, Principesă a României
Acest articol se referă la fiica Regelui Mihai. Pentru fiica regelui Ferdinand, vedeți Maria. Pentru fiica regelui Carol I, vedeți Maria.
Principesa Maria a României (fostă Principesă de Hohenzollern-Sigmaringen,n. 13 iulie 1964, Copenhaga, Danemarca) este cea mai tânără fiică și cel de-al cincilea copil al Regelui Mihai I și al soției acestuia, Ana de Bourbon-Parma. Este a cincea în ordinea de Succesiune la Șefia Casei Regale a României. Aflat la Santa Monica, California, SUA, unde lucra la compania Lear Jet ca pilot, Regele Mihai a fost înștiințat prin telefon despre naștere. Principesa Maria a fost botezată în rit ortodox, iar nașa de botez a fost Principesa Moștenitoare Margareta, sora ei mai mare.

## Biografie
Maria și-a petrecut cea mai mare parte a vieții în Statele Unite ale Americii, însă a studiat în Elveția. În timpul din urmă, Principesa a venit în fiecare an în România, locuind cu părinții ei la București și la Săvârșin, mai ales la Crăciun și la Anul Nou. Cea mai importantă ședere în țară a fost aceea de la Crăciunul anului 1997, când întreaga Familie Regală s-a regăsit la București, pentru prima oară împreună, pe pământ românesc. Principesa Maria a fost alături de părinții ei la Nunta de Diamant și la Jubileul de 90 de ani al Regelui Mihai.
La 16 septembrie 1995 s-a căsătorit la New York cu Kazimierz Wiesław Mystkowski, un polonez romano-catolic, în felul acesta pierzându-și locul pe linia de succesiune la tronul României. Au divorțat în decembrie 2003 fără a avea urmași.
În Statele Unite ale Americii a făcut studii de puericultură și a lucrat, pentru o vreme, în domeniul îngrijirii copiilor, urmând ca la New York să lucreze în domeniul relațiilor publice pentru mai multe companii private. Până la stabilirea domiciliului în România, Maria a locuit în statul federal New Mexico și a activat în domeniul consultanței private.

## Stabilirea în România
Cu ocazia împlinirii a 50 de ani, Principesa Maria a fost decorată cu Ordinul Coroana României în grad de Mare Cruce in cadrul evenimentelor dedicate Zilei Regalității. La dineul in onoarea Principesei au participat pesonalitați din societatea civilă, politicieni, printre care premierul României Victor Ponta, și oameni de afaceri.
Printr-un comunicat al Casei Regale a României, dat publicității la data de 7 ianuarie 2015, s-a anunțat mutarea definitivă în România a mezinei regelui Mihai I, fiind al treilea membru al Familiei Regale care hotărăște aceasta, după Principesa Moștenitoare Margareta în anul 2000 și Principele Nicolae în 2012. De asemenea în comunicat se precizează că Principesa Maria va prelua o parte din însărcinările Casei Regale.
Alteța Sa Regală Principesa Maria reprezintă, de la stabilirea definitivă în România, Familia Regală în diverse ocazii, în București, în comunitățile locale și în străinătate.  

## Înaltele Patronaje regale
Înaltul Patronaj acordat de un membru al Familiei Regale este o formă de recunoaștere simbolică și sprijin moral pentru o organizație, instituție sau eveniment. Nu implică o contribuție financiară directă, dar conferă prestigiu și vizibilitate entităților respective.
Principesa Maria acordă Înaltul Său Patronaj mai multor organizații, în special celor care activează în domeniul social, umanitar și educațional.
| Data | Se acordă proiectului:                                                                                              |
| 2015 | Congresul Societății Române de Rinologie                                                                            |
| 2015 | Organizația Umanitară Concordia                                                                                     |
| 2015 | Programul național de educație de mediu Patrula de Reciclare, desfășurat de Asociația Română pentru Reciclare RoRec |
| 2015 | Expoziția chinologică internațională de la Alba Iulia                                                               |
| 2016 | Evenimentul anual Salonul Calului organizat de Clubul Equestria                                                     |
| 2017 | Festivalul Internațional de Ceramică Contemporană Caolin                                                            |
| 2017 | Federația Română de Badminton                                                                                       |
| 2017 | Al 42-lea Conventus Latin ORL                                                                                       |
| 2018 | Agenția Națională pentru Egalitate de Șanse între Femei și Bărbați                                                  |
| 2021 | Asociația Copii în Dificultate                                                                                      |

## Titluri, ranguri și onoruri

### Titluri si ranguri
- 13 iulie 1964 - 10 mai 2011: Alteța Sa Regală Principesa Maria a României, Principesă de Hohenzollern-Sigmaringen
- 10 mai 2011 - prezent: Alteța Sa Regală Principesa Maria a României

### Onoruri
- Casa Regală a României: Ordinul „Coroana României” în grad de Mare Cruce[12][13][14]
- Casa Regală a României: Ordinul de Familie „Custodele Coroanei Române”[15][16][17]